# Tanya Ballinger
Tanya Ballinger – amerykańska aktorka i modelka.
W 2002 roku występowała, wraz z Kitaną Baker, w reklamach promujących markę piwa Miller Lite.

## Filmografia
- 2008: Wiadomości bez cenzury jako Członek obstawy Cockpunchera
- 2003: WrestleMania XIX jako ona sama